# Sierra Estrella
Die Sierra Estrella (Spanisch für Sternen-Gebirge, O’Odham: Komaḍk, Maricopa: Vii Lyxa, Yavapai: Wi:kchasa) ist ein Gebirgszug südwestlich von Phoenix (ˈfiːnɪks), der Hauptstadt von Arizona in den Vereinigten Staaten von Amerika (USA).

## Beschreibung
Größtenteils gehört die Sierra Estrella zum Indianerreservat Gila River, allerdings wurden 5800 ha als Sierra Estrella Wilderness unter Bundesverwaltung gestellt. 
In den oberen Berglagen herrschen normalerweise acht bis zehn Grad geringere Temperaturen als im Tal. Daher kann ein- bis zweimal im Jahr an den höchsten Stellen Schnee gesehen werden.
Am Nordrand des Gebirges liegt die Rennstrecke Phoenix International Raceway.

## Erhebungen
Die höchsten Berge der Sierra Estrella von NW nach SO sind:
- Hayes Peak 1375 m, zu Ehren von Ira Hayes, US Marine
- Montezuma Sleeping
- Butterfly Mountain, 4119 ft
- Quartz Peak, 4052 ft
- Montezuma Peak, 4337 ft

## Bilder

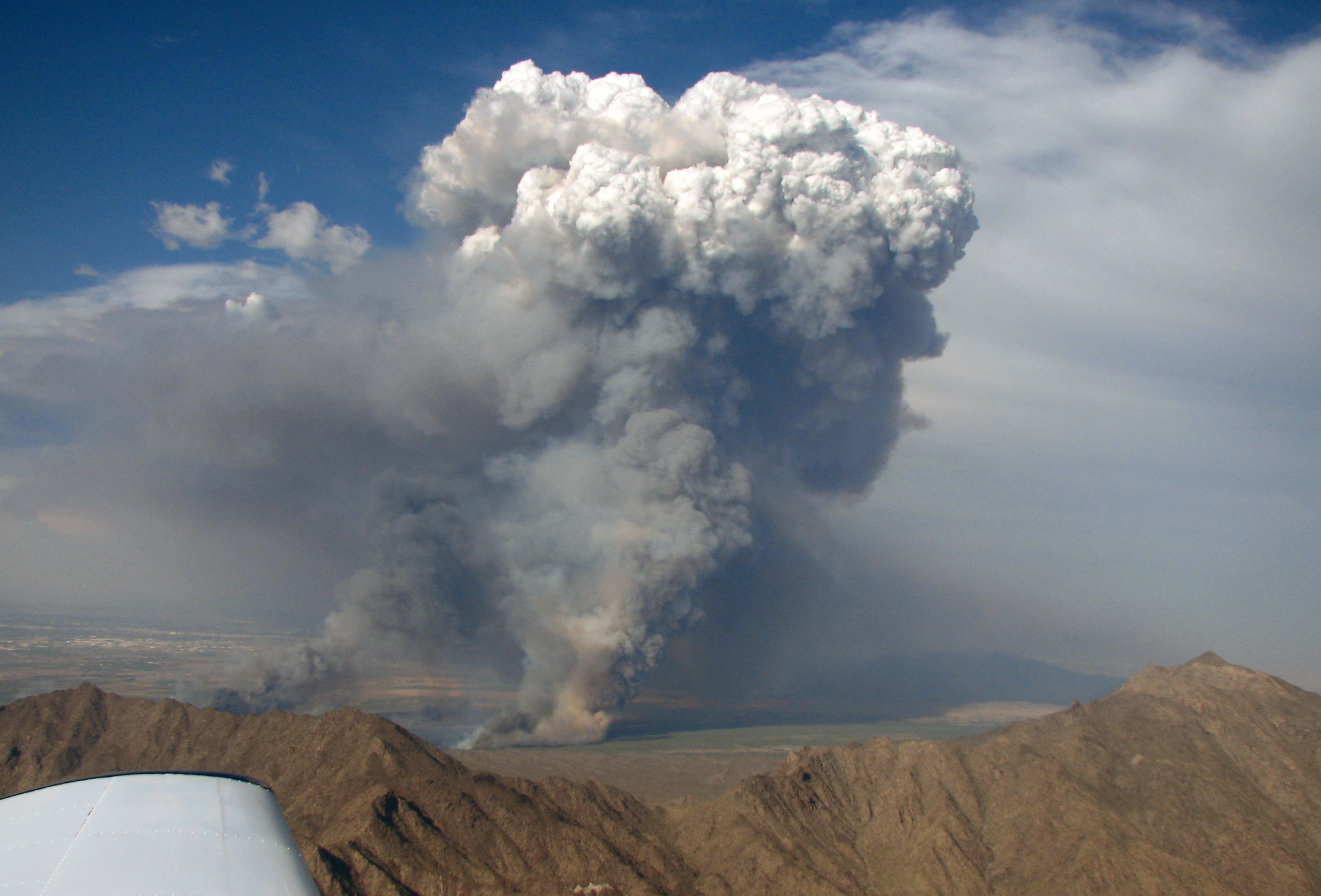
Feuer im Gila-River-Tal, südwestlich von Phoenix, (Regenbogen-Tal, Berge der Sierra Estrella)
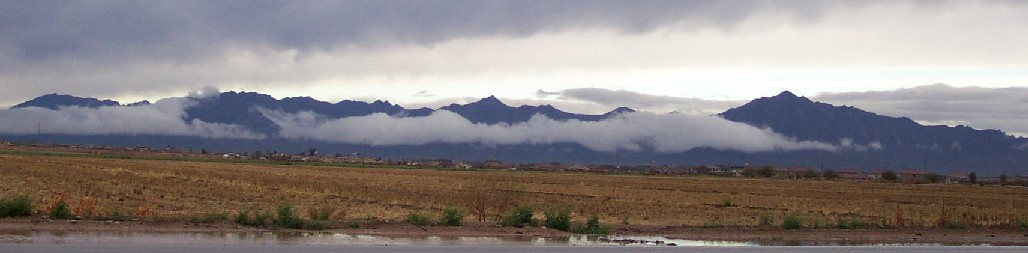
Berge der Sierra Estrella von Laveen in Arizona, Januar 2004, Hayes Peak rechts